# 馬佐夫舍地區明斯克
馬佐夫舍地區明斯克（波蘭語：Mińsk Mazowiecki）是波蘭的城鎮，位於該國中部，由馬佐夫舍省負責管轄，始建於十四世紀，面積13.12平方公里，海拔高度147米，2006年人口37,808。第二次世界大戰期間，納粹德國在1939年9月12日至1944年7月30日期間佔領該鎮。

## 外部連結

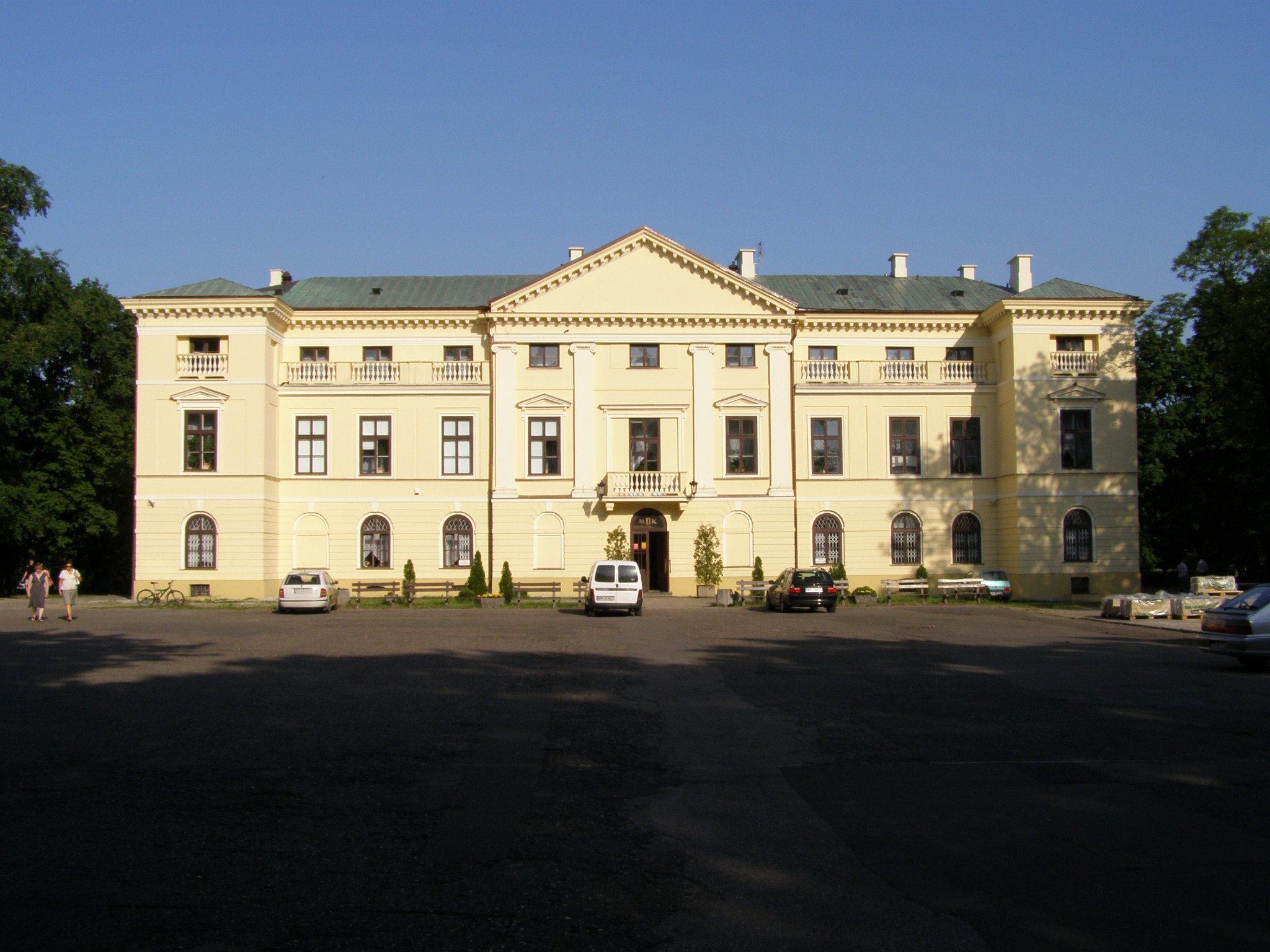

- Jewish Community in Mińsk Mazowiecki （页面存档备份，存于） on Virtual Shtetl

52°11′N 21°34′E / 52.183°N 21.567°E